# Lyczawan
Lyczawan (orm. Լճավան) – wieś we wschodniej Armenii, w prowincji Gegharkunik. W 2001 roku liczyła 580 mieszkańców.